# モーガン・エアロ8
エアロ8（Aero 8 ）は、イギリスのモーガンが開発したスポーツカー。

## 概要
2000年のジュネーブモーターショーで発表された、モーガンとしては64年ぶりとなる新設計モデル。
ボディフレームは一部木製フレームを使用。シャーシはCADで設計され、モーガンとしては初めてのアルミ合金を使用するなど、伝統と最新の技術の融合を図っている。デザインは、流麗な湾曲を多用し、レトロかつ新しさを伴ったスタイリングである。また、このボディは空力を重視した設計になっている。
286PS/43.8kgmを発生する、BMW製4.4LV8DOHCエンジンをFRレイアウトで搭載する。トランスミッションはゲトラグ製のフロア式6速MT。サスペンションは独立懸架コイルばねを搭載。
ジュネーブショーで発表されたエアロ8は、1週間も経たないうちに2000年の生産分を完売するなど、その注目度は大きい。しかし、モーガンにとっては革新的な要素を多く含んでいるため、ファンの中では意見の分かれる1台である。
2015年3月4日、ジュネーブモーターショーにて第5世代の「エアロ8」が発表された。エンジンはBMW製4.8リットルV8エンジンを搭載する。
2018年3月6日、ジュネーブモーターショーにてエアロ8の最終モデル「エアロGT」が公開された。BMW製の自然吸気4.8リットルV8を積む最後のエアロ8となる。限定8台。

## モータースポーツ
エアロ8をベースにしたレースカーが、2002年と2004年のル・マン24時間レースに出走した。また同年、FIA GT選手権にワークス・プライベートで参戦し、英国GT選手権にも参戦している。

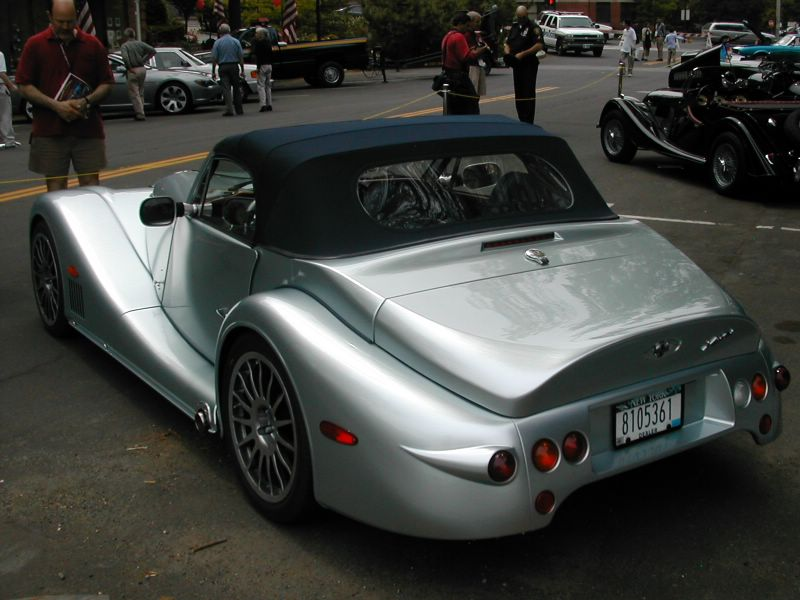
リア
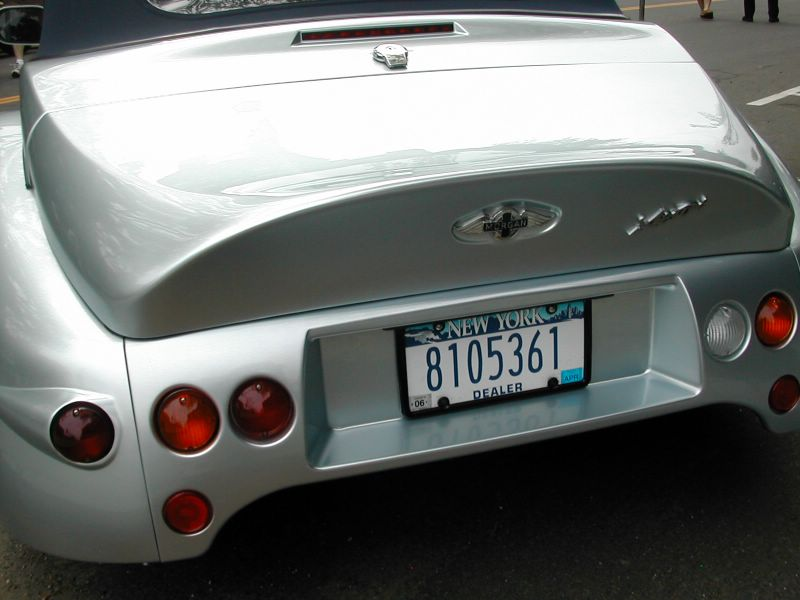
エンブレム
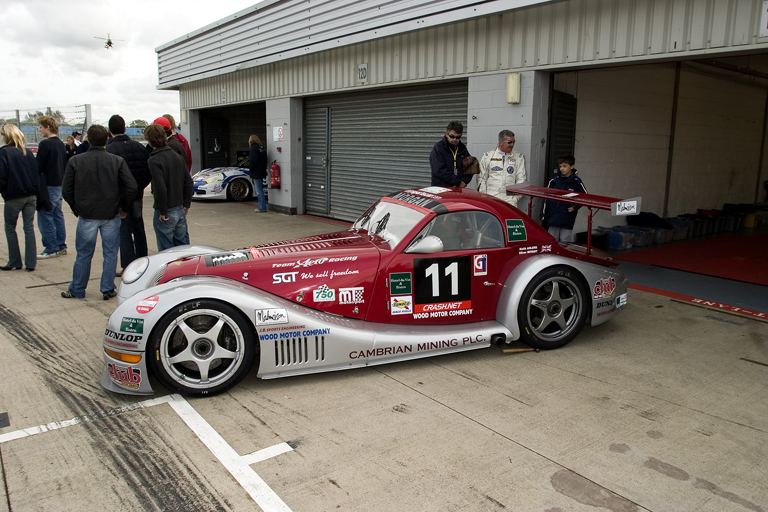
エアロ8 レースカー